# 너지칼로

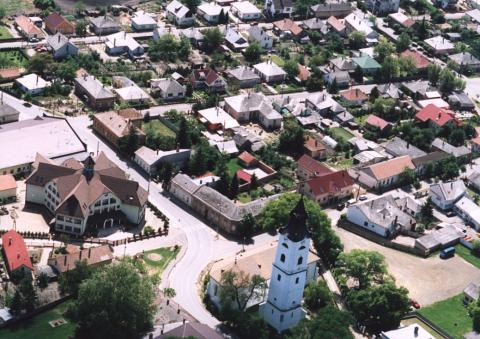
너지칼로 시가지

너지칼로(헝가리어: Nagykálló)는 헝가리 서볼치서트마르베레그 주에 위치한 도시로 면적은 68.55km2, 인구는 10,483명(2005년 기준), 인구 밀도는 157.75명/km2이다. 주도 니레지하저에서 14km 정도 떨어진 곳에 위치한다.